# Auguste Kreutzer
Jean Nicolas Auguste Kreutzer (ur. 3 września 1778 w Wersalu, zm. 31 sierpnia 1832 w Paryżu) – francuski kompozytor i skrzypek.

## Życiorys
Brat Rodolphe’a. Gdy na skrzypcach uczył się u brata, następnie studiował w Konserwatorium Paryskim, które ukończył w 1801 roku z pierwszą nagrodą. Początkowo występował w paryskim Théâtre Favart, następnie od 1801 do 1820 roku był solistą Opery Paryskiej. W latach 1804–1830 był członkiem cesarskiej, a później królewskiej kapeli nadwornej. Wykładał także w Konserwatorium Paryskim, gdzie w 1826 roku objął po swoim bracie klasę skrzypiec.
Skomponował m.in. 2 koncerty skrzypcowe, 2 duety na dwoje skrzypiec i 3 sonaty skrzypcowe.